# Yingjiang (Anqing)
Yingjiang (chiń. upr. 迎江区; chiń. trad. 迎江區; pinyin Yíngjiāng Qū) – dzielnica miasta Anqing w prowincji Anhui we wschodnich Chińskiej Republice Ludowej. Liczba mieszkańców dzielnicy, w 2010 roku, wynosiła 251 000.